# Гутор Олександр Петрович
Гутор Олександр Петрович (біл. Аляксандр Пятровіч Гутар, рос. Александр Петрович Гутор, 18 квітня 1989, Мінськ) — білоруський футболіст, воротар національної збірної Білорусі.
У складі збірної Білорусі до 21 року здобув бронзові медалі на молодіжному Чемпіонаті Європи 2011 року.

## Клубна кар'єра
Олександр є вихованцем футбольної школи СДЮШОР «Динамо» міста Мінська. Перші тренери — Ігор Васильович Горєлов і Олексій Євгенович Кузнєцов.

### БАТЕ
У 2006 році перейшов у БАТЕ, де виступав за дублюючий склад. З 2011 року, після переходу в український «Севастополь» Сергія Веремка, став основним голкіпером клубу. Завдяки хорошій грі був включений БФФ у список 22 найкращих футболістів чемпіонату Білорусі, а також став найкращим гравцем Білорусі в 2011 році. Незважаючи на це, наступного сезону БАТЕ підсилився воротарем гродненського «Німана» Андрієм Горбуновим, який майже відразу витіснив зі складу Олександра.

#### Судова справа з БАТЕ
22 грудня 2012 року воротар, через невдоволення кількістю виступів у матчах клубу, направив в БФФ лист з проханням розірвати розрахований до 2015 року контракт з БАТЕ в односторонньому порядку. Після засідання по справі Гутора сторони отримали можливість мирним шляхом врегулювати конфлікт. 22 січня Олександр отримав дозвіл на розірвання контракту з БАТЕ з виплатою компенсації клубу в розмірі 180 тисяч доларів. Згідно з рішенням компенсацію може також виплатити клуб, який придбає гравця. БАТЕ висловив свою позицію з приводу вердикту БФФ, подавши апеляцію на рішення комітету федерації у футбольний арбітраж, виступаючи за перегляд суми компенсації. 30 січня футболіст офіційно звільнився з БАТЕ, отримавши статус умовно вільного агента.
7 лютого ФК БАТЕ подав апеляцію. 15 лютого на засіданні арбітражного комітету АБФФ апеляція була відхилена. Пізніше БАТЕ клуб звернувся в Спортивний арбітражний суд Лозанни (слухання відбулося 28 жовтня), який 31 січня 2014 року виніс вердикт у «справі Гутора» (скасувавши перед цим рішення футбольного арбітражу БФФ)і зобов'язав Гутора виплатити БАТЕ близько 230 тисяч доларів. БАТЕ офіційно виклав свої коментарі і остаточну заяву.

### «Динамо»
З 1 лютого 2013 року тренувався у складі мінського «Динамо», з яким 19 лютого підписав контракт на три роки.
У складі «Динамо» відразу став основним воротарем, але іноді показував непевну гру. Після матчу з жодінським «Торпедо-БелАЗом» 21 липня 2013 року, коли через помилки Гутора «Динамо» програло 1:2, потрапив на лаву запасних, а місце в основі зайняв Олександр Сулима. Після матчу з «Німаном» 1 вересня 2013 Сулима був відправлений у дублюючи складу, а Гутор знову зайняв місце основного воротаря.
Сезон 2014 почав як основний воротар. Починаючи з серпня 2014 року, став чергуватися у стартовому складі динамівців з Сергієм Ігнатовичем. На початку сезону 2015 на деякий час поступився місцем у воротах Василю Хомутовському, але незабаром знову став основним воротарем мінчан. 15 серпня 2015 року, зберігши недоторканними ворота в матчі з солігорським «Шахтарем» (1:0), досяг позначки в 100 «сухих» матчів на найвищому рівні і тим самим вступив у білоруський клуб «сухих» воротарів. Зіграв за «Динамо» 8 матчів на груповому етапі Ліги Європи (3 — в сезоні 2014/15, 5 — в сезоні 2015/16). За підсумками сезонів 2014 і 2015 був включений в символічну збірну чемпіонату Білорусі.
У жовтні 2015 року продовжив контракт з «Динамо» на один рік. В березні 2016 року був обраний капітаном команди. Влітку 2016 року як вільний агент залишив «Динамо».

### Виступи в Росії
30 червня 2016 року стало відомо про перехід Гутора до складу дебютанта російської Прем'єр-ліги — клубу «Оренбург». У другій половині 2016 року міцно грав в основі «Оренбурга», але в 2017 році вже не з'являвся на полі, залишався другим воротарем. За підсумками сезону 2016/17 «Оренбург» втратив місце в Прем'єр-лізі, і Гутор покинув клуб вільним агентом.
14 червня 2017 року було оголошено про підписання контракту з Гутором клубом «Тосно», який вперше вийшов у російську Прем'єр-лігу. Однак, і тут білорус не зумів стати основним воротарем, і вже 4 вересня 2017 року, так і не зігравши жодного матчу за «Тосно», за угодою сторін покинув клуб.

### «Чорноморець»
8 вересня 2017 року підписав контракт з одеським «Чорноморцем». 10 вересня у матчі проти кропивницької «Зірки» (1:0) дебютував за нову команду у чемпіонаті, проте вже в грудні 2017 року залишив «Чорноморець».

### «Динамо-Берестя»
В лютому 2018 року підписав контракт з берестейським «Динамо». Контракт Гутора розрахований на один сезон..

## Виступи за збірні
Протягом 2009—2011 років залучався до складу молодіжної збірної Білорусі і став бронзовим призером молодіжного чемпіонату Європи 2011 року, а також брав участь у Олімпійських іграх 2012 року у Лондоні. На молодіжному рівні зіграв у 22 офіційних матчах, пропустив 28 голів.
В січні 2012 року воротар був викликаний в національну збірну Білорусі на товариську зустріч проти збірної Угорщини. Дебютував у національній збірній 25 березня 2013 року в товариській грі проти збірної Канади.

## Титули і досягнення
- Чемпіон Білорусі (8):

БАТЕ: 2008, 2009, 2010, 2011, 2012
«Динамо-Берестя»: 2019
«Шахтар»: 2020, 2021
- Володар Кубка Білорусі (2):

БАТЕ: 2009-10
«Динамо-Берестя»: 2017-18
- Володар Суперкубка Білорусі (5):

БАТЕ: 2010, 2011
«Динамо-Берестя»: 2018, 2019
«Шахтар»: 2021

### Особисті
- Футболіст року в Білорусі 2011
- Найкращий воротар чемпіонату Білорусі: 2011
- У списку 22 кращих футболістів чемпіонату Білорусі: 2011, 2014, 2015

## Особисте життя
Олександр одружений зі співачкою групи «Las Vegas» Мариною Некрасовою. Їхня зустріч відбулася на заході вшанування БАТЕ з приводу чергової перемоги в чемпіонаті країни — на цей захід «Las Vegas» була запрошена як гість.